# Daguestán
Daguestán o República de Daguestán (en ruso: Республика Дагестан, romanizado: Respúblika Daguestán) es una república de la Federación de Rusia, con capital en Majachkalá. Está ubicada en el distrito Cáucaso Norte, en el extremo suroeste del país limitando al norte con Stávropol y Kalmukia, al este con el mar Caspio, al sur con Azerbaiyán, al oeste con Georgia y al noroeste con Chechenia.
Con una población de 2 910 249 habitantes, Daguestán es étnicamente muy diversa (es la república más heterogénea de Rusia, donde ningún grupo étnico constituye una mayoría) con varias decenas de grupos y subgrupos étnicos que habitan la región, la mayoría de los cuales hablan lenguas caucásicas y turcas. Los más importantes entre estos grupos étnicos son los ávaros, darguines, cumucos, lezguinos, laks, azeríes, tabasaranos y chechenos. Los rusos étnicos representan alrededor del 3.6 % de la población total de Daguestán. El ruso es la lengua oficial primaria y la lengua franca entre los grupos étnicos. Sin embargo, la palabra Daghestan o Daghstan se deriva de la palabra túrquica dağ (montaña) y el sufijo persa -stan (tierra) y significa «país de montañas».
Daguestán ha sido escenario de una insurgencia islámica de bajo nivel, brotes ocasionales de separatismo, tensiones étnicas y terrorismo desde la década de 1990. Según International Crisis Group, la organización militante islamista Jamaat Shariat es responsable de mucha de la violencia de la república. Gran parte de la tensión tiene su origen en un conflicto interno entre grupos islámicos sufíes tradicionales que defienden el gobierno secular y más recientemente profesores salafistas predicando la aplicación de la Sharía en Daguestán.

## Toponimia
La palabra «Daguestán» es de origen túrquico y persa. Dağ significa «montaña» en túrquico y -stan es un sufijo persa que significa «tierra». La palabra Daguestán, por tanto, significa «tierra de las montañas». Daguestán solía llamarse Kohestán «lugar montañoso» en persa y arabizado como Ghahestán. Cuando la lengua persa se desvaneció poco a poco en esas regiones y la lengua túrquica se impuso, el koh persa (kuh en persa moderno) fue sustituido por su equivalente turco dagh.
La actual ciudad transcrita como Derbent es del persa Darband, lo que significa un punto en una montaña que no se puede subir más. En el misticismo islámico persa Darband es el lugar donde vive Simurgh (Shahrokh o Fénix) y es el punto final y más lejano del mundo que el hombre puede imaginar. Algunas áreas de Daguestán eran conocidos como Albania, Avaria y Tarkov en varias ocasiones.

## Historia

### Dominación Cristiana
Los registros más antiguos sobre la región se refieren al estado de Albania caucásica en el sur, con su capital en Derbent y otros centros importantes en Chola, Toprakh Qala, y Urtseki. Las regiones del norte estaban en poder de una confederación de tribus de Daguestán. En los primeros siglos de nuestra era, Albania caucásica siguió gobernando sobre lo que es hoy Azerbaiyán y las montañas de Daguestán. El lugar fue objeto de luchas en la antigüedad por el Imperio romano y los persas sasánidas y se convirtió al cristianismo desde entonces.
Los sasánidas construyeron una fuerte ciudadela en Derbent, conocido en adelante como las «Puertas Caspias», mientras que la parte norte de Daguestán fue invadida por los hunos, seguidos por los avares. No está claro si estos últimos fueron fundamentales en el surgimiento del reino cristiano en las tierras altas de Daguestán Central. Conocido como Sarir, este estado dominado por los ávaros mantuvo una precaria existencia a la sombra de Jazaria y el Califato hasta el siglo IX, cuando logró afirmar su supremacía en la región.
En 664, los persas fueron sucedidos en Derbent por los árabes, que en el siglo VIII se enfrentaron en varias ocasiones con los jázaros. Aunque la población local se levantó contra los árabes de Derbent en 905 y 913, el Islam fue finalmente adoptado en los centros urbanos, como Samandar y Kubachi (Zerechgeran), desde donde penetró de manera constante en las tierras altas. En el siglo XV, el cristianismo albanés había muerto, dejando a una iglesia del siglo X en Datuna como el único monumento a su existencia.

### Llegada del islam y la Rusia zarista

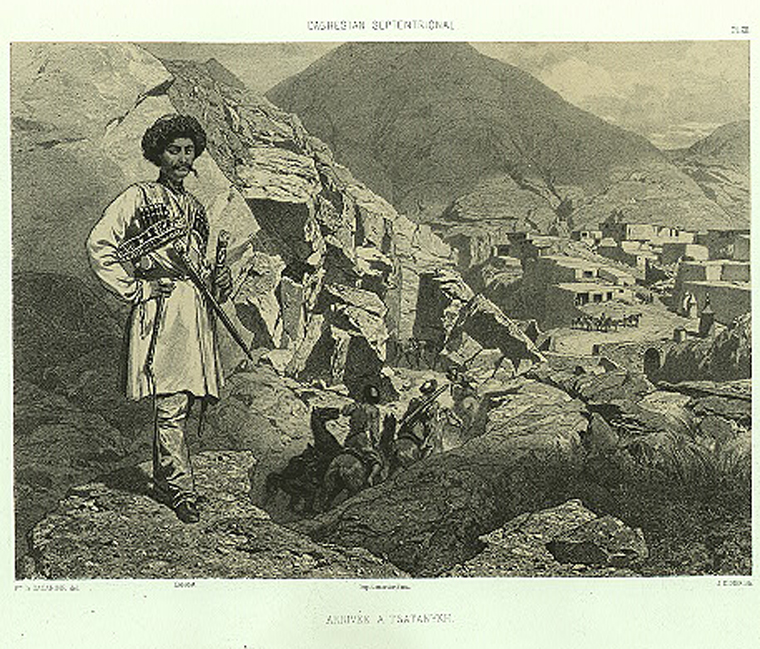
Desde el siglo, el islam prevalece en Daguestán. En la imagen, un musulmán en Daguestán septentrional.

Debido a la presión musulmana y la desunión interna, Sarir se desintegró a principios del siglo XII, dando paso al Kanato de Avaristán, un estado musulmán de larga vida que hizo frente a las devastadoras invasiones mongolas de 1222 y 1239, seguido de la incursión de Tamerlán en 1389.
Como la autoridad mongol se fue erosionado gradualmente, surgieron nuevos centros de poder en Kaitagi y Tarki. Los persas (bajo los safávidas) recuperaron su dominio de la región en el siglo XVI, cosa que harían, de forma intermitente, hasta principios del siglo XIX. Las tradiciones jurídicas se codificaron en los siglos XVI y XVII y comunidades montañosas (djamaatos) obtuvieron un grado considerable de autonomía, mientras que los potentados cumucos (shamjal) pidieron protección del zar después de la guerra ruso-persa (1651-1653), pese a la derrota del Zarato moscovita.
Los rusos intensificaron su dominio en la región en el siglo XVIII, cuando Pedro el Grande anexó la costa daguestaní en el curso de la guerra ruso-persa (1722-1723). Aunque los territorios fueron devueltos a Persia en 1735, las siguientes hostilidades resultaron en la conquista rusa de Derbent en 1796. Sin embargo, los rusos fueron de nuevo obligados a retirarse de todo el Cáucaso tras los problemas gubernamentales internos, haciendo que Persia recobrase el territorio de nuevo.
El siglo XVIII también resurgió el Kanato de Avaristán, que incluso logró repeler los ataques de Nadir Shah de Persia e imponer tributo a Shirván y Georgia. En 1803, el kanato se sometió voluntariamente a la autoridad rusa, pero Persia pasó una década hasta que reconoció a Daguestán como posesión rusa (Tratado de Gulistán).
La administración rusa, sin embargo, decepcionó y amargó a los montañeses. La imposición de altos impuestos, junto con la expropiación de latifundios y la construcción de fortalezas (entre ellas Majachkalá), encolerizó a los montañeses, que se unieron bajo la égida del Imanato musulmán de Daguestán, acaudillado por Ghazi Mohammed (1828-1832), Gamzat-bek (1832-1834) y Shamil (1834-1859). La guerra del Cáucaso duró hasta 1864, cuando Shamil fue capturado y el Kanato de Avaristán fue abolido.

### Periodo revolucionario y soviético
Daguestán y Chechenia se beneficiaron de la guerra ruso-turca (1877-1878), en la que se rebelaron juntos contra el Imperio ruso por última vez (Chechenia resucitó varias veces a lo largo de los siglos XIX y XX). Tras la Revolución de Octubre, Ingusetia, Chechenia y Daguestán declararon su independencia de Rusia el 21 de diciembre de 1917 y formaron un solo Estado: Moradores Unidos de las Montañas del Cáucaso del Norte (también conocida como república de las Montañas del Cáucaso Septentrional), que fue reconocida por las principales potencias mundiales. La capital del nuevo Estado fue trasladada a Temir-Jan-Shurá (Daguestán). El primer jefe de Gobierno fue Tapá Chermóyev, un destacado estadista checheno y el segundo primer ministro fue un estadista ingusetio, Vassán-Guirey Dzhabaguíev, quien también fue el autor de la Constitución de 1917 y que en 1920 fue reelegido.
En 1921, los rusos atacaron y ocuparon el país por la fuerza creando la república Autónoma Socialista Soviética de Daguestán como parte de la RSFS de Rusia. La guerra del Cáucaso por la independencia continuó con el Gobierno en el exilio. Después de la revolución bolchevique, los ejércitos otomanos ocuparon Azerbaiyán y Daguestán y la región fue parte de la efímera república de las Montañas del Cáucaso Septentrional. Después de más de tres años de lucha contra el movimiento blanco y los nacionalistas locales, los bolcheviques lograron la victoria y la República Autónoma Socialista Soviética de Daguestán fue proclamada el 20 de enero de 1921. Sin embargo, la industrialización de Stalin pasó por alto en gran medida Daguestán y la economía se estancó, lo que hizo de ella la república más pobre de Rusia.

### Etapa pos-soviética e insurgencia en el Cáucaso

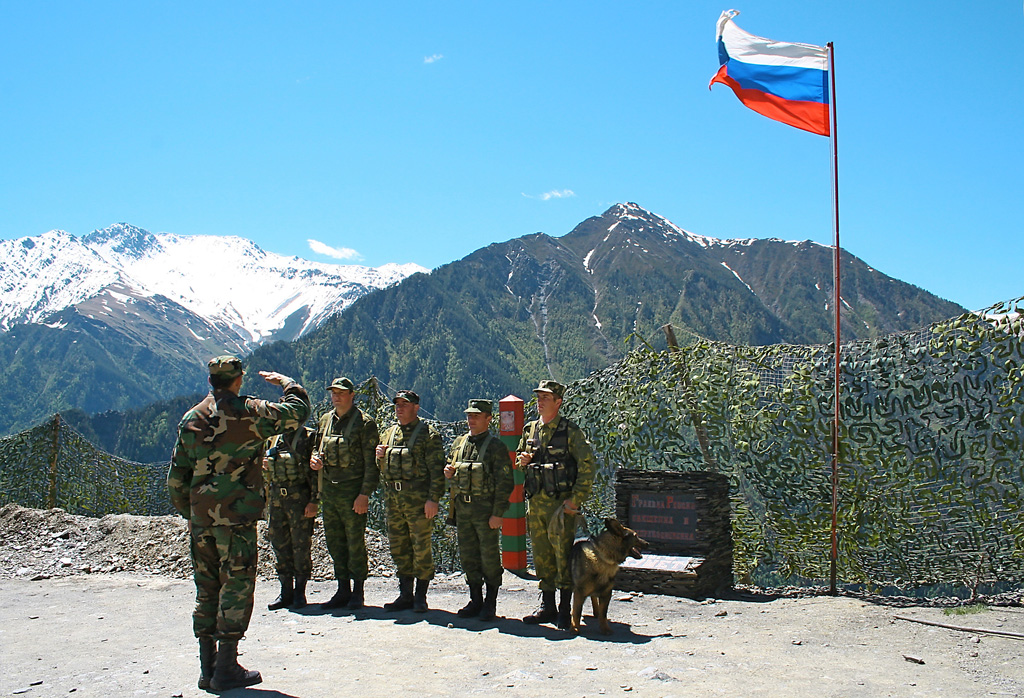
Tropas rusas en el seló Jushet.

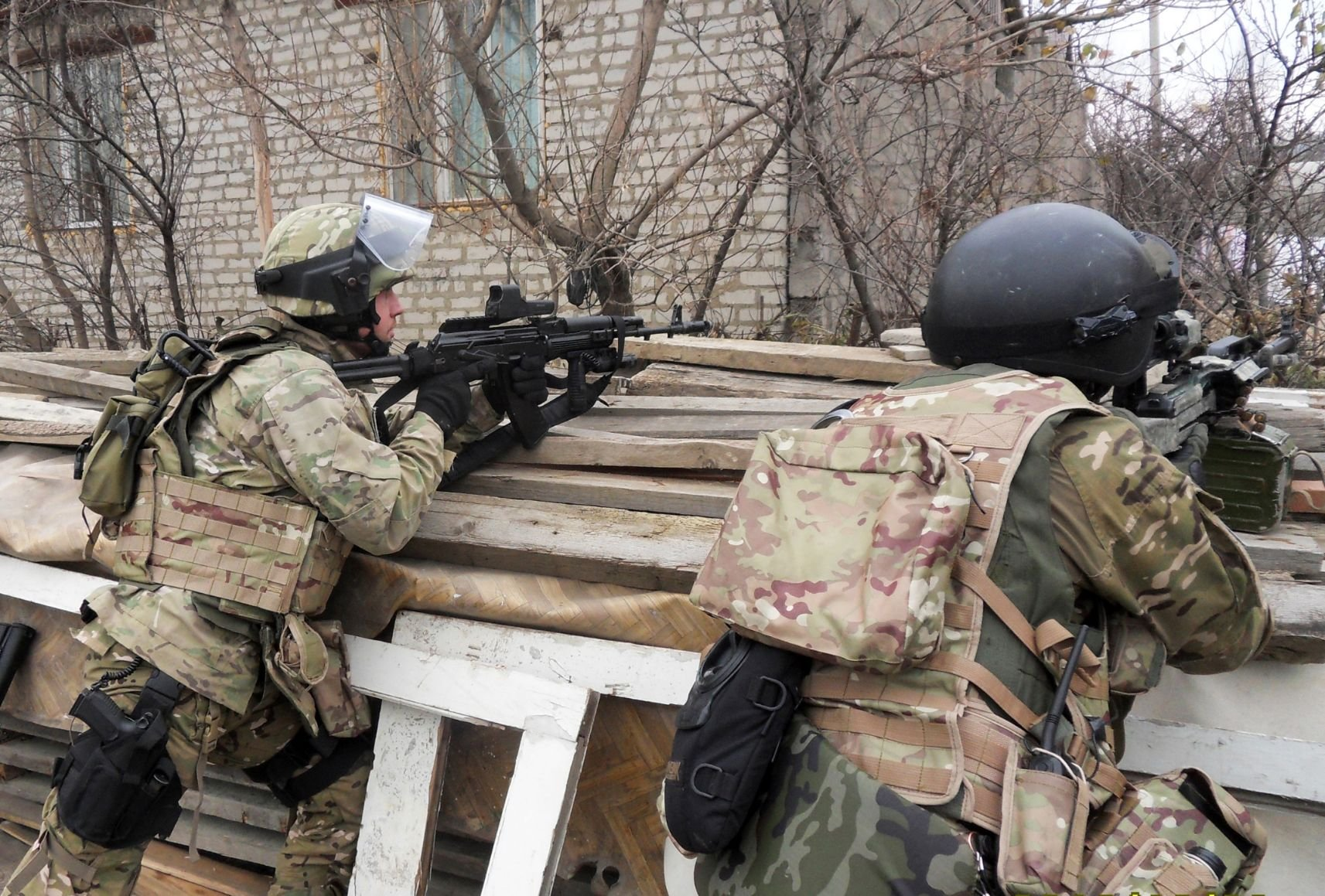
Fuerzas del Servicio Federal de Seguridad de Rusia durante una operación antiterrorista en Majachkalá.

Al igual que sus vecinos Georgia, Azerbaiyán y Chechenia, Daguestán desarrolló un movimiento nacionalista renovado a finales de 1980. El nacionalismo daguestaní, sin embargo, descansa sobre cimientos muy inestables, ya que la república era (y es) muy multiétnica, con muchas de sus regiones siendo adiciones recientes, e incluso la existencia de una Daguestán unificada era relativamente nueva con poco contexto histórico (Avaria había sido una entidad separada y la mayoría de las zonas eran completamente ajenos a cualquier tipo de gobierno centralizado). La nueva élite de Daguestán, compuesta mayoritariamente por ávaros, darguines y rusos, fundó y consolidó su poder. A día de hoy, Daguestán es una región con muchos problemas. Hay varios movimientos islamistas wahabíes clandestinos (algunos más moderados que otros, hay también un partido constitucional islamicionista que fue prohibido), originados a finales de los años 1980.
En 1999, un grupo de fundamentalistas musulmanes chechenos, dirigidos por los señores de la guerra Shamil Basáyev e Ibn al-Khattab, lanzó una invasión militar de Daguestán, con el objetivo de crear un Estado islámico independiente de Daguestán. Aunque Basáyev y Khattab esperaban que serían recibidos como libertadores, los daguestaníes los vieron como ocupantes y fanáticos religiosos no deseados, y la resistencia contra la invasión inicial fue proporcionada por la policía de Daguestán, milicias espontáneas y aldeanos. Una vez que la ayuda militar rusa llegó, los invasores fueron enfrentados y obligados a retroceder a Chechenia. Como represalia, las fuerzas rusas posteriormente volvieron a invadir Chechenia a finales de ese año.
Desde el año 2000, Daguestán alberga una guerra de guerrillas de bajo nivel, con sus orígenes en Chechenia; la lucha se ha cobrado la vida de cientos de militares federales y funcionarios —en su mayoría miembros de las fuerzas locales de policía— así como muchos rebeldes nacionales de Daguestán y civiles.
La violencia en la república explotó desde el comienzo de 2010 hasta finales de 2012. Este aumento llevó a muchas personas a afirmar que Daguestán estaba a punto de entrar en una situación de guerra civil sectaria. Daguestán se convirtió en el epicentro de la violencia en el Cáucaso Norte con Majachkalá, Kaspisk, Derbent, Jasaviurt, Kizliar, Sergokala, Untsukul y Tsumada acaparando todos los focos de las actividades militantes.

## Geografía
Daguestán se encuentra en la parte noreste del Cáucaso, a lo largo de la costa del mar Caspio. En la parte norte del país se encuentran las tierras bajas, en el sur las colinas y montañas del Gran Cáucaso. Daguestán limita con Stávropol y Kalmukia, por el oeste con la república de Chechenia y Georgia, al sur con Azerbaiyán.
Su punto más alto es el monte Bazardyuzi, a 4466 m s. n. m. El país tiene 400 km de costas y cerca de 1800 ríos, entre los cuales los de mayor extensión son el Sulak, el Samur y el Térek. Todos los ríos pertenecen a la cuenca del mar Caspio, pero solo 20 de ellos desembocan en el mar. El norte de Daguestán es muy pobre en materia fluvial debido al clima seco, por lo que en verano se utilizan para el riego y no llegan al mar.

### Clima
El clima en el norte y en la parte central de Daguestán es continental moderado y árido, en el sur y la costa es de transición entre templado a subtropical. La temperatura media en enero es de 2 °C, y de 30 °C en julio. La precipitación media anual es de 200 mm en la llanura y de unos 800 en las montañas.
El invierno es de corta duración, sólo tres meses. Las nevadas son habituales en las zonas altas de montaña, pero no en el resto, donde es frecuente la llovizna. La temperatura en invierno oscila entre -30 °C en las montañas, hasta los 10 °C en la costa. La primavera es cálida y húmeda debido a las regulares lluvias, mientras que el verano es muy cálido y seco. El noreste de la depresión del Caspio recibe sólo 200 mm de precipitación. La temporada de baño se extiende de mayo a mediados de septiembre. El otoño suele ser moderado y suave.

## Organización territorial
Daguestán se divide administrativamente en cuarenta y un distritos (raiones) y diez ciudades/pueblos. Los distritos se subdividen en diecinueve asentamientos de tipo urbano, y 363 ókrugs rurales y ókrugs stanitsa.

## Gobierno y política
Consta de 72 diputados elegidos para un mandato de cuatro años. La Asamblea Popular es el máximo órgano ejecutivo y legislativo de la república.

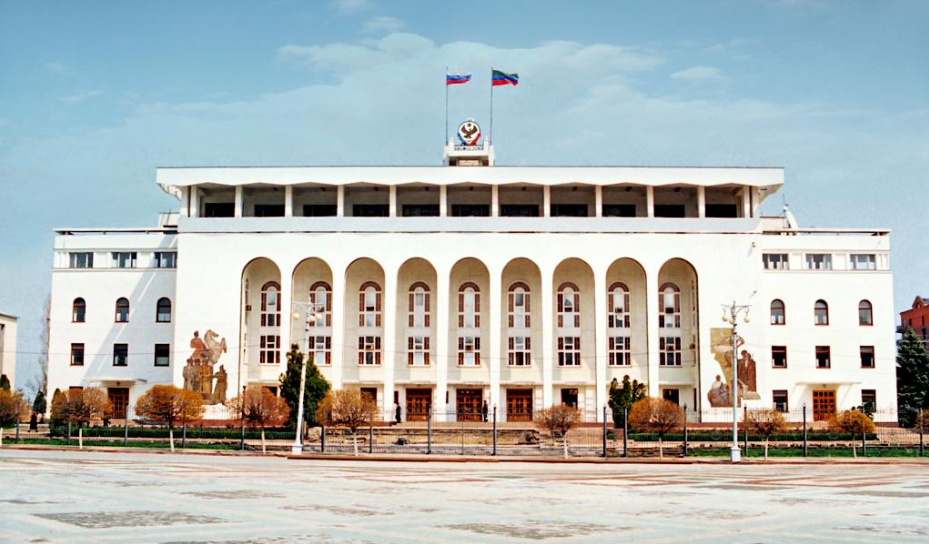
Sede del Gobierno de la República de Daguestán en Majachkalá.

La Constitución de Daguestán fue adoptada el 10 de julio de 2003. De acuerdo a ella, la máxima autoridad ejecutiva recae en el Consejo de Estado, integrado por representantes de catorce etnias. Los miembros del Consejo de Estado son nombrados por la Asamblea Constitucional de Daguestán por un período de cuatro años. El Consejo de Estado nombra a los miembros del Gobierno.
Las etnias representadas en el Consejo de Estado son ávaros, darguines, cumucos, lezguinos, laks, azeríes, tabasaranes, rusos, chechenos, nogayos, agules, rutules, tsajures y tatis.
Anteriormente, el presidente del Consejo de Estado era el puesto ejecutivo más alto de la república, en posesión de Magomedalí Magomédov hasta el año 2006. El 20 de febrero de 2006, la Asamblea Popular aprobó una resolución que termina este cargo y la disolución del Consejo de Estado.
El presidente ruso, Vladímir Putin, ofreció a la Asamblea Popular la candidatura de Mujú Alíyev para el puesto recientemente creado por el presidente de la república de Daguestán. La nominación fue aceptada por la Asamblea Popular y Mujú Alíyev se convirtió en el primer presidente de la república. El 20 de febrero de 2010, Alíyev fue reemplazado por Magomedsalam Magomédov. El actual Jefe de la república es Serguéi Mélikov.

## Demografía

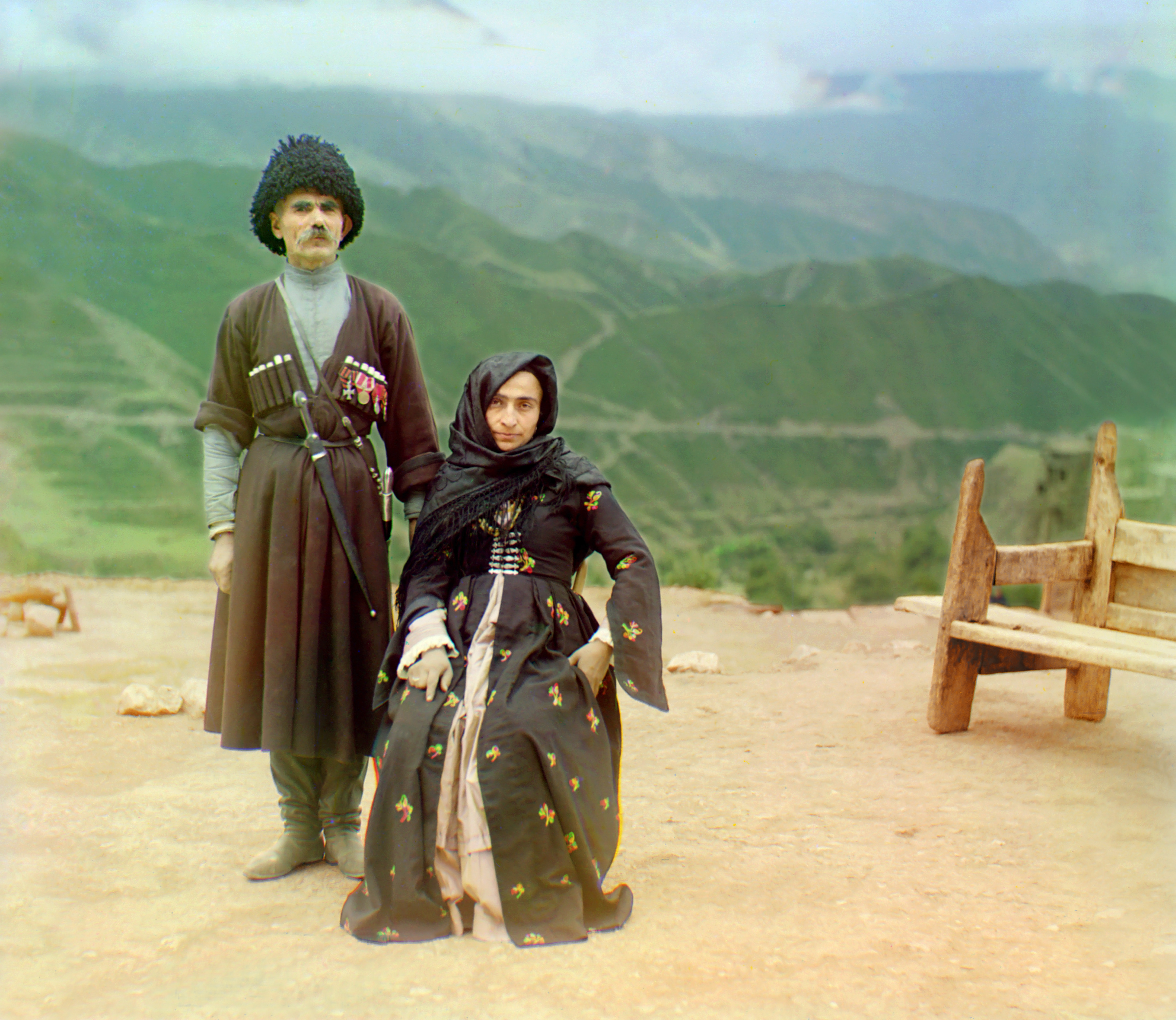
Pareja daguestaní fotografiada por Serguéi Prokudin-Gorski en 1904.

Debido a su terreno montañoso que dificulta los viajes y la comunicación, Daguestán es inusualmente diversa desde un punto de vista étnico, y todavía en gran parte tribal. Es la república más heterogénea de toda la Federación de Rusia. A diferencia de la mayoría de otras partes del país, la población de Daguestán está creciendo rápidamente. En el censo de 2010 contaba con una población de 2 910 249 ; por los 2 576 531  del censo de 2002 y los 1 802 579  del censo soviético de 1989.

### Grupos étnicos
La población de Daguestán está formada por una gran variedad de grupos étnicos. De acuerdo con los resultados del censo de 2010, el noreste de los caucásicos (incluyendo ávaros, darguines, lezguinos, laks, y tabasaranes) representan casi el 75% de la población de Daguestán. Los túrquicos, cumucos, azeríes y nogayos constituyen el 21 %, y los rusos el 3.6 %. Otros grupos étnicos constituyen cada uno menos del 0.4 % de la población total.
Grupos como los botlig, los andis, los ajvajs, los didos y otros diez grupos fueron reclasificados como ávaros entre los censos de 1926 y 1939.
| Grupo étnico | Censo de 1926 | Censo de 1926 | Censo de 1939 | Censo de 1939 | Censo de 1959 | Censo de 1959 | Censo de 1970 | Censo de 1970 | Censo de 1979 | Censo de 1979 | Censo de 1989 | Censo de 1989 | Censo de 2002 | Censo de 2002 | Censo de 20101 | Censo de 20101 |
| Grupo étnico | Población     | %             | Población     | %             | Población     | %             | Población     | %             | Población     | %             | Población     | %             | Población     | %             | Población      | %              |
| --- | ------------- | ------------- | ------------- | ------------- | ------------- | ------------- | ------------- | ------------- | ------------- | ------------- | ------------- | ------------- | ------------- | ------------- | -------------- | -------------- |
| Ávaros | 177 189       | 22.5 %        | 230 488       | 24.8 %        | 239 373       | 22.5 %        | 349 304       | 24.5 %        | 418 634       | 25.7 %        | 496 077       | 27.5 %        | 758 438       | 29.4 %        | 850 011        | 29.4 %         |
| Darguines | 125 707       | 16.0 %        | 150 421       | 16.2 %        | 148 194       | 13.9 %        | 207 776       | 14.5 %        | 246 854       | 15.2 %        | 280 431       | 15.6 %        | 425 526       | 16.5 %        | 490 384        | 17.0 %         |
| Cumucos | 87 960        | 11.2 %        | 100 053       | 10.8 %        | 120 859       | 11.4 %        | 169 019       | 11.8 %        | 202 297       | 12.4 %        | 231 805       | 12.9 %        | 365 804       | 14.2 %        | 431 736        | 14.9 %         |
| Lezguinos | 90 509        | 11.5 %        | 96 723        | 10.4 %        | 108 615       | 10.2 %        | 162 721       | 11.4 %        | 188 804       | 11.6 %        | 204 370       | 11.3 %        | 336 698       | 13.1 %        | 385 240        | 13.3 %         |
| Laks | 39 878        | 5.1 %         | 51 671        | 5.6 %         | 53 451        | 5.0 %         | 72 240        | 5.1 %         | 83 457        | 5.1 %         | 91 682        | 5.1 %         | 139 732       | 5.4 %         | 161 276        | 5.6 %          |
| Azeríes | 23 428        | 3.0 %         | 31 141        | 3.3 %         | 38 224        | 3.6 %         | 54 403        | 3.8 %         | 64 514        | 4.0 %         | 75 463        | 4.2 %         | 111 656       | 4.3 %         | 130 190        | 4.5 %          |
| Tabasaranes | 31 915        | 4.0 %         | 33 432        | 3.6 %         | 33 548        | 3.2 %         | 53 253        | 3.7 %         | 71 722        | 4.4 %         | 78 196        | 4.6 %         | 110 152       | 4.3 %         | 118 848        | 4.1 %          |
| Rusos | 98 197        | 12.5 %        | 132 952       | 14.3 %        | 213 754       | 20.1 %        | 209 570       | 14.7 %        | 189 474       | 11.6 %        | 165 940       | 9.2 %         | 120 875       | 4.7 %         | 104 020        | 3.6 %          |
| Chechenos | 21 851        | 2.8 %         | 26 419        | 2.8 %         | 12 798        | 1.2 %         | 39 965        | 2.8 %         | 49 227        | 3.0 %         | 57 877        | 3.2 %         | 87 867        | 3.4 %         | 93 658         | 3.2 %          |
| Nogayos | 26 086        | 3.3 %         | 4677          | 0.5 %         | 14 939        | 1.4 %         | 21 750        | 1.5 %         | 24 977        | 1.5 %         | 28 294        | 1.6 %         | 38 168        | 1.5 %         | 40 407         | 1.4 %          |
| Agules | 7653          | 1.0 %         | 20 408        | 2.2 %         | 6378          | 0.6 %         | 8644          | 0.6 %         | 11 459        | 0.7 %         | 13 791        | 0.8 %         | 23 314        | 0.9 %         | 28 054         | 1.0 %          |
| Rutules | 10 333        | 1.3 %         | 20 408        | 2.2 %         | 6566          | 0.6 %         | 11 799        | 0.8 %         | 14 288        | 0.9 %         | 14 955        | 0.8 %         | 24 298        | 1.0 %         | 27 849         | 1.0 %          |
| Tsajures | 3531          | 0.4 %         | 20 408        | 2.2 %         | 4278          | 0.4 %         | 4309          | 0.3 %         | 4560          | 0.3 %         | 5194          | 0.3 %         | 8168          | 0.3 %         | 9771           | 0.3 %          |
| Otros | 43 861        | 5.6 %         | 52 031        | 5.6 %         | 61 495        | 5.8 %         | 63 787        | 4.5 %         | 57 892        | 3.6 %         | 58 113        | 3.2 %         | 25 835        | 1.0 %         | 19 646         | 0.7 %          |
| 1 18 430 personas fueron registradas de bases de datos diferentes y podrían no representar una etnia. Se estima que la proporción de etnias en este grupo es la misma que el grupo declarado. |               |               |               |               |               |               |               |               |               |               |               |               |               |               |                |                |

### Lenguas
En Daguestán se hablan habitualmente más de treinta idiomas locales, la mayoría pertenecientes a la familia lingüística caucásica noreste. El idioma ruso se convirtió en la lengua franca en Daguestán durante el siglo XX; antes de ellos, a partir del siglo XVIII, había predominado el árabe clásico. El dialecto septentrional ávaro de Junzaj también ha servido como lingua franca en el centro de Daguestán.

### Religión

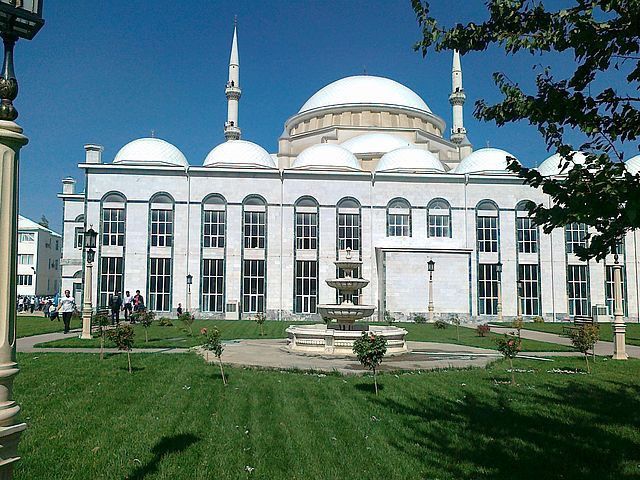
Gran Mezquita de Majachkalá.

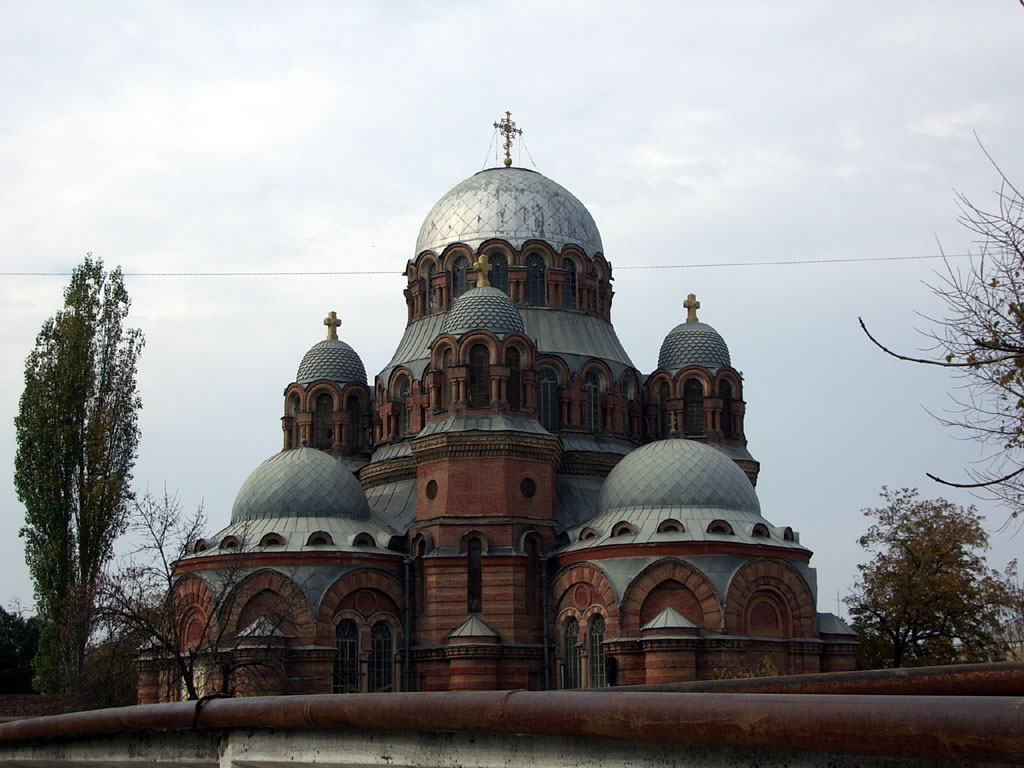
Catedral de Znamensky en Jasaviurt.

Según una encuesta oficial de 2012, el 83 % de la población de Daguestán se adhiere al islam, el 2.4 % a la Iglesia Ortodoxa Rusa, el 2 % al neopaganismo caucásico, el 1 % son cristianos no confesionales. Además, el 9 % de la población declara ser "espiritual pero no religiosa", el 2 % es ateo y el 0,6 % sigue otras religiones o no respondió a la pregunta.
Los daguestaníes son en gran parte musulmanes sunitas, del rito Shafi'i, que ha estado en vigor durante siglos. En la costa del mar Caspio, sobre todo en y alrededor de la ciudad portuaria de Derbent, la población (compuesta principalmente por azeríes) es chiita.
Un número relativamente grande de judíos nativos de habla tati, designado por los censos estatales soviéticos como "judíos de las montañas", estuvieron presentes en esta mismas áreas costeras, pero desde el año 1991 y tras el colapso de la Unión Soviética, han emigrado a Israel y Estados Unidos. Estos eran una extensión mucho mayor de la comunidad judía en la frontera con Azerbaiyán (distritos de Quba y Şamaxı).
La aparición de la mística sufí en Daguestán se remonta al siglo XIV. Las dos tariqas sufíes que se propagan en el Cáucaso Norte fueron las naqshbandiya y la qadiriya. Las tariqas místicas predicaron la tolerancia y la convivencia entre los diversos pueblos de la región. La total intolerancia comunista hacia cualquier religión después de la Revolución comunista de 1917 también suprimió los movimientos sufíes. Said Afandi al-Chirkawi es erudito prominente, líder espiritual y murshid de las tariqas naqshbandi y shadhili en Daguestán.
El número de cristianos en la población indígena no eslava es muy bajo, con estimaciones de entre dos mil y dos mil quinientos fieles. La mayoría de ellos son cristianos pentecostales de la etnia lak. La mayor congregación es la Iglesia Cristiana Evangélica Osanna (pentecostal) en Majachkalá, con más de mil miembros.

## Economía
Las principales industrias en Daguestán son la producción de petróleo, la ingeniería, los productos químicos, la construcción de maquinaria, la textil, alimentación y la madera. La economía daguestaní se situó como la 35.ª economía de los sujetos de la Federación Rusa por volumen del producto regional bruto (GRP) en 2010. El producto regional bruto en 2009 ascendió a 265.1 mil millones de rublos. De acuerdo con el Desarrollo Económico de Rusia, la tasa de crecimiento anual del GRP en 2007 fue de 115.1 % (0.6 % del volumen total del GRP de la Federación de Rusia). En 2011, la inflación en Daguestán fue del 13.9 %.

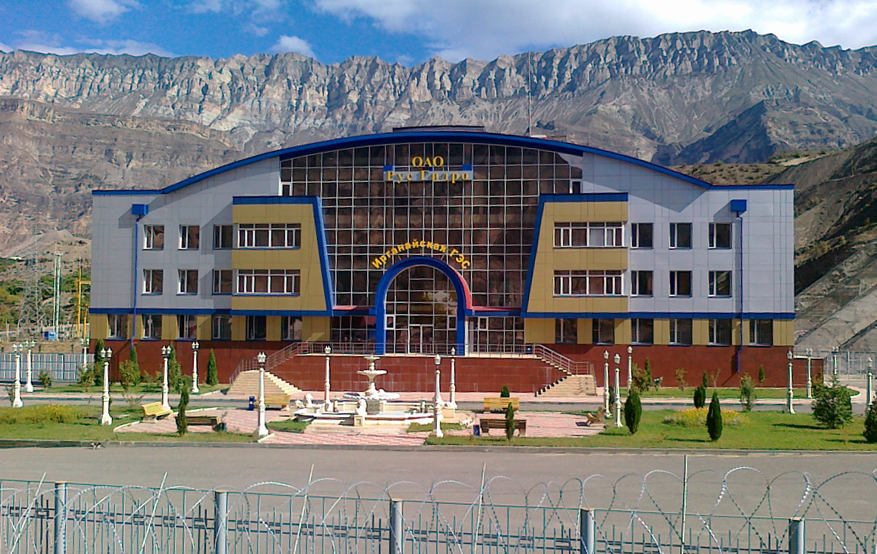
La planta hidroeléctrica de Irganay en el raión Untsukulski, Daguestán.

Los yacimientos de petróleo se encuentran en la angosta región costera. El petróleo de Daguestán es de alta calidad, y se entrega a otras regiones. La producción de gas natural de Daguestán funciona, sobre todo, para satisfacer las necesidades locales. La agricultura es variada e incluye la agricultura de grano, la viticultura y la vinificación, la cría de ovejas y la producción lechera. Las industrias de ingeniería y trabajo de los metales son dueños del 20 % de los activos de producción industrial de la república y emplean a 25 % de todos los trabajadores de la industria. La industria de la energía hidroeléctrica de Daguestán se está desarrollando rápidamente. Hay cinco plantas de energía en el río Sulak que suministran energía hidroeléctrica. Se ha estimado que los recursos potenciales de energía hidroeléctrica totales de Daguestán son de 4,4 mil millones de kW.
Las condiciones para el desarrollo económico son favorables en Daguestán, pero (desde 2006) el bajo nivel de partida de la república para una transición exitosa a relaciones de mercado, además de una gravísima y extendida corrupción, ha convertido a la región en altamente dependiente de su economía sumergida y las subvenciones procedentes del gobierno de Rusia. La corrupción en Daguestán es un problema más grave que en otras regiones de la antigua Unión Soviética, y va acompañado de un mercado negro boyante y un sistema económico basado en clanes.
En 2011 Rostelecom comenzó la implementación de equipos basados en DWDM —técnica de transmisión de señales a través de fibra óptica— en la red troncal de transmisión de datos en la república de Daguestán. Debido a la introducción de las líneas de comunicación de fibra óptica de DWDM el ancho de banda aumentó a 2.5 Gbit/s. Rostelecom invirtió cerca de 48 millones de rublos en el proyecto. En 2013 fue completada toda la operación y en la capital el ancho de banda se aumentó a 20 Gbit/s.

## Transporte
La república de Daguestán tiene una posición geopolítica favorable, con acceso directo a las rutas de transporte marítimo internacional, dispone de un punto de tránsito importante para las relaciones económicas de Rusia con Transcaucasia, Asia Central, Kazajistán, Turquía e Irán.

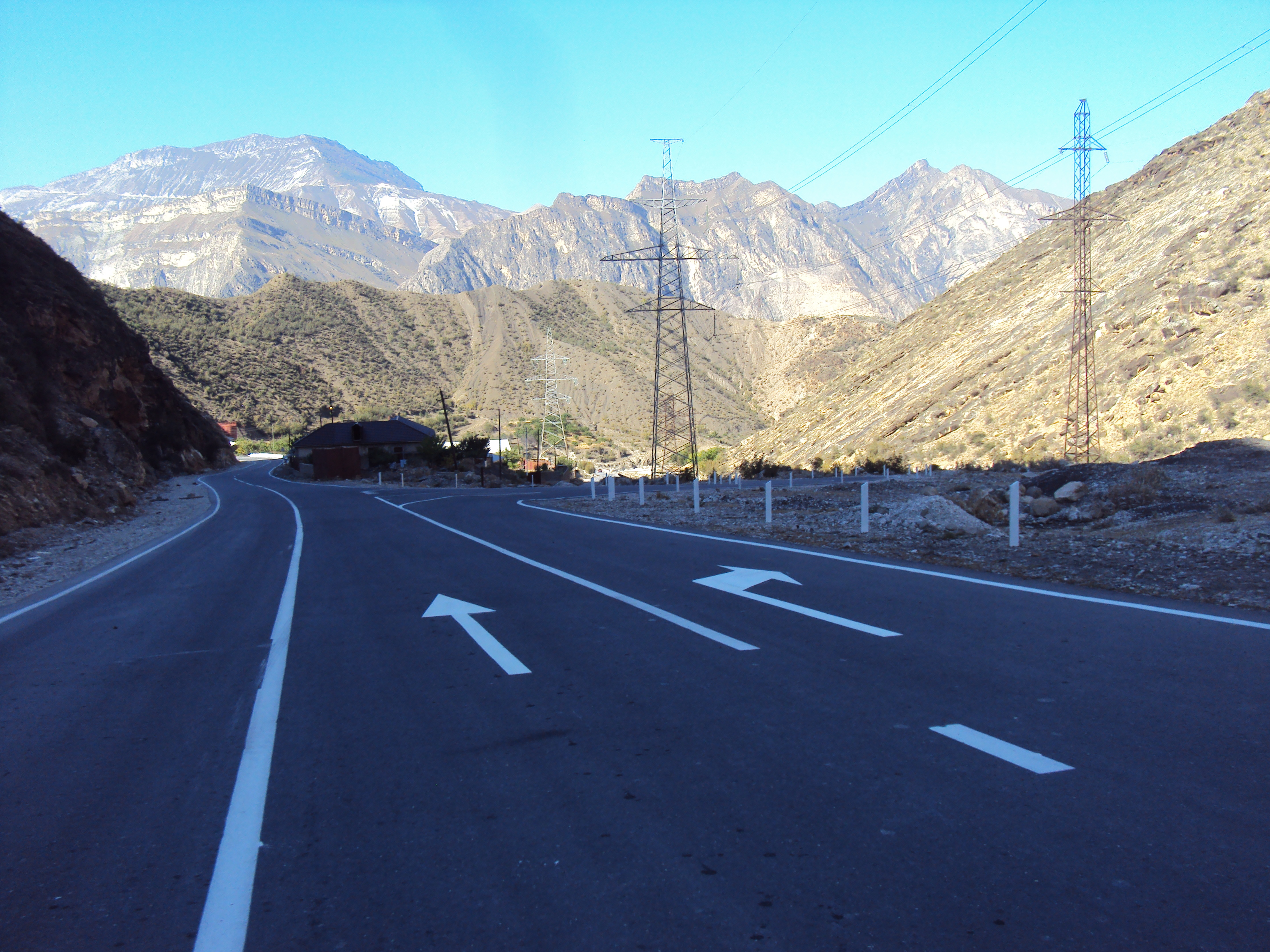
La autopista Guimrý-Chirkata discurre sobre un escarpado relieve, típicamente daguestaní.

A través del territorio de la república de Daguestán discurren vías ferroviarias, por carretera, aire, mar y rutas de oleoductos de importancia federal e internacional. En este sentido, una parte importante de la infraestructura industrial es el complejo de transporte. Las vías públicas territoriales de la república de Daguestán son una parte crucial de la infraestructura, propicia para el crecimiento económico, la solución de los problemas sociales y la seguridad nacional de las fronteras del sur de Rusia. Actualmente en Daguestán hay 8159 kilómetros de carreteras, incluyendo 643 kilómetros de autopistas federales.
La complicada geografía de Daguestán ha dificultado durante años la implantación de un buen sistema de carreteras y autopistas en la región. En este sentido, uno de los proyectos más ambiciosos fue la construcción de varios baipás y túneles en las montañas del Cáucaso Norte. El 2 de octubre de 2012, se celebró la reconstrucción del túnel Guimrinski, el túnel de carretera más largo de Rusia. Conecta la ciudad de Buynaksk con el pueblo Guimrý y el raión Untsukulski. La longitud del túnel es de 4303 metros.
Daguestán tiene un sistema de transporte bien desarrollado. Los ferrocarriles conectan la capital Majachkalá a Moscú, Astraján, y la capital de Azerbaiyán, Bakú. La autopista Moscú-Bakú también pasa a través de Daguestán, y mediante el aeropuerto de Majachkalá-Uytash se establecen conexiones aéreas con las principales ciudades.

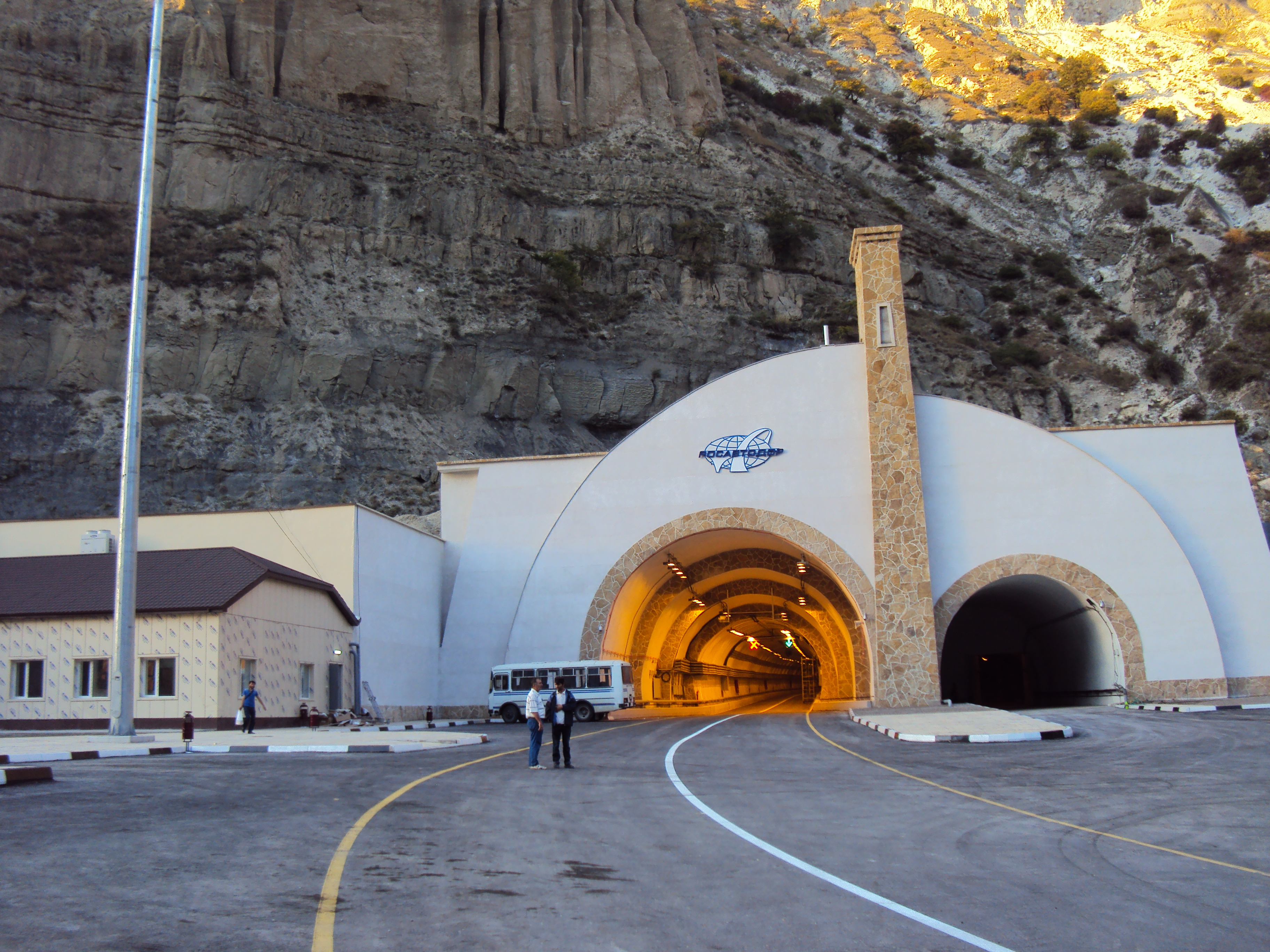
El túnel Guimrinski.
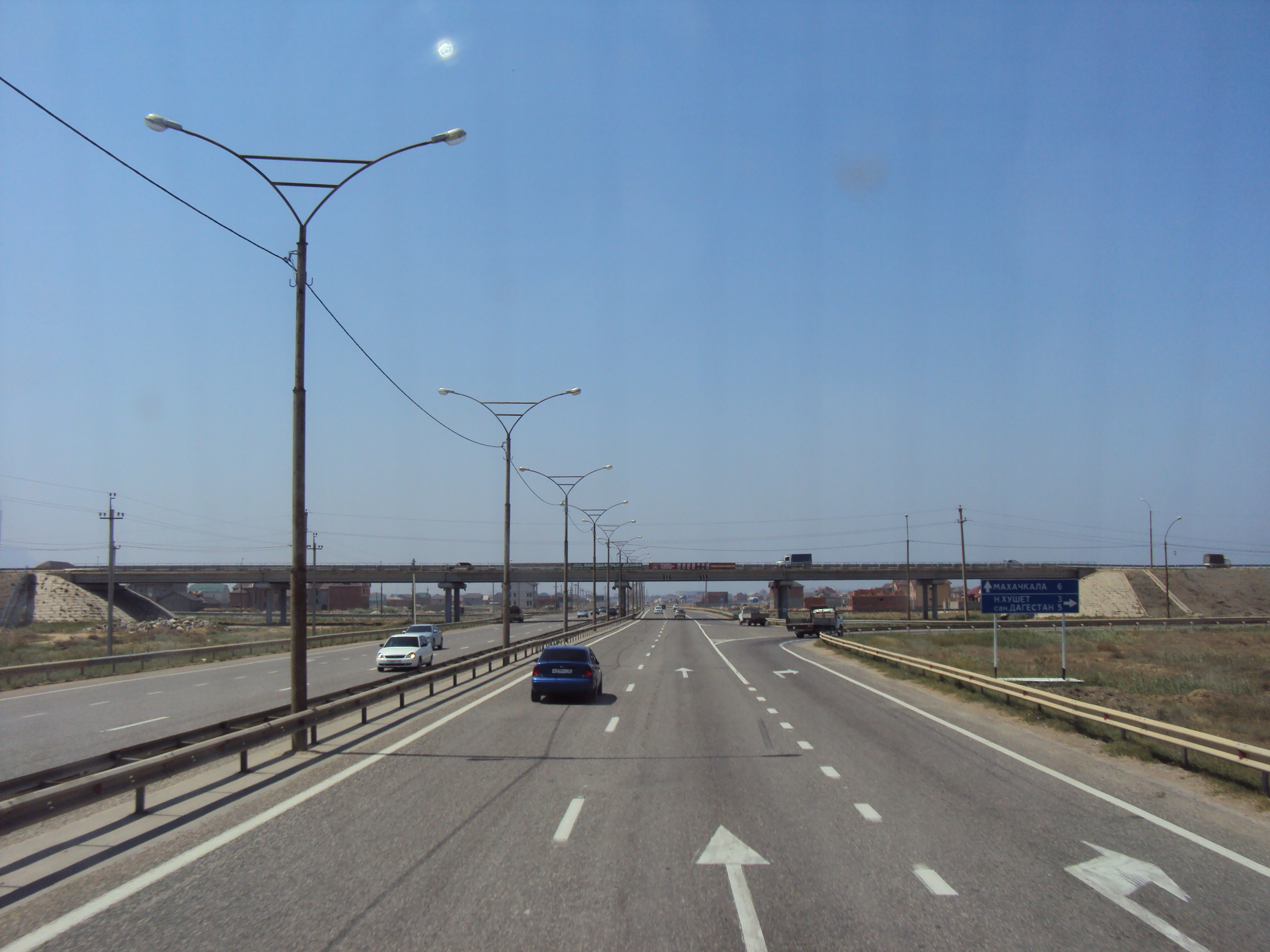
Autopista Kaspisk-Majachkalá.
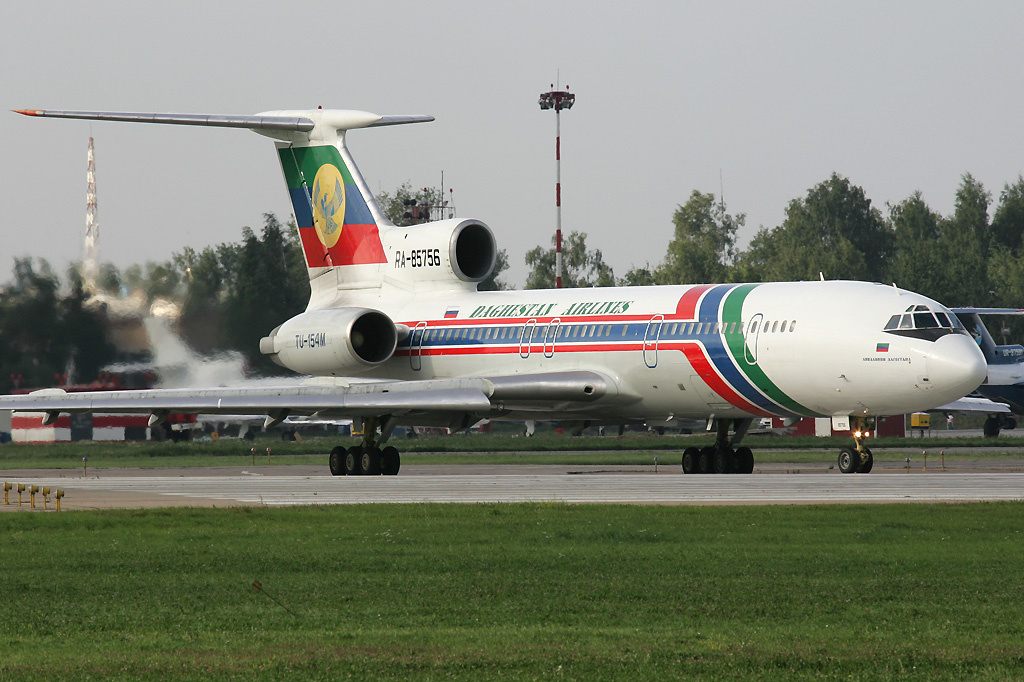
Un Tupolev Tu-154M de Dagestan Airlines.
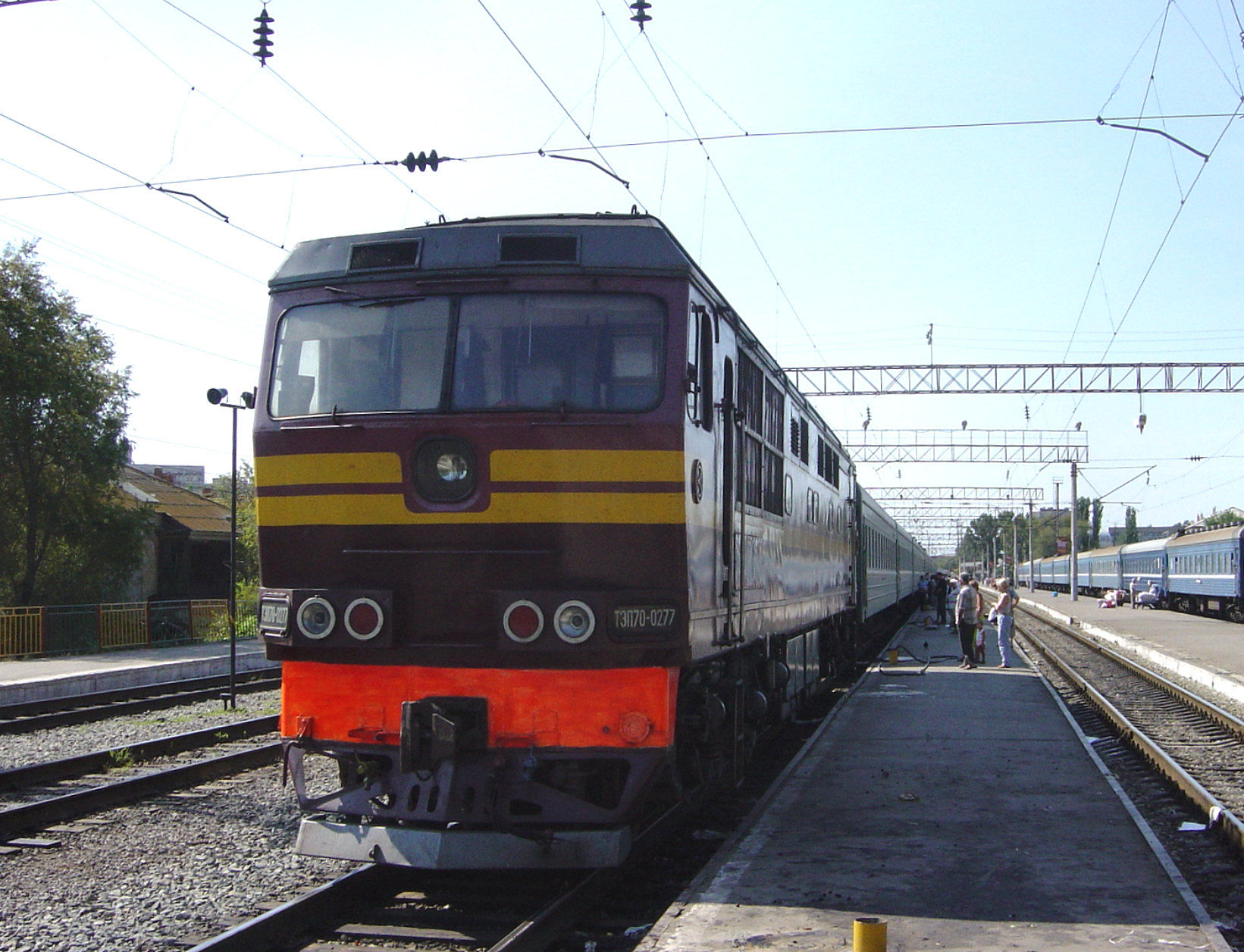
Línea ferroviaria Majachkalá-Rostov del Don.